# Mewa krótkodzioba
Mewa krótkodzioba (Rissa brevirostris) – gatunek średniej wielkości ptaka morskiego z rodziny mewowatych (Laridae), zamieszkujący wyspy na Morzu Beringa. Zimą rozprasza się po północnym Pacyfiku. Nie wyróżnia się podgatunków. Jest gatunkiem narażonym na wyginięcie.

## Morfologia

### Wygląd
Wśród innych mew wyróżnia się krótkim dziobem i małym rozmiarem. Głowa, brzuch i pierś są czysto białe, oczy czarne, dziób żółty. Skrzydła mają szary kolor, od góry widać dwa białe półksiężyce. Lotki pierwszorzędowe czarne, z jednym białym półksiężycem i dwoma białymi plamkami. Ogon, kuper, pokrywy podogonowe i nadogonowe także są białe. Nogi są ciemnoczerwone, pazury czarne.
Jeszcze bardzo młode pisklęta mają białą głowę, pierś i skrzydła, resztę ciała szarą. Nogi i dziób – czarne. Z czasem skrzydła i wierzch ciała bardziej szarzeją, a dziób i nogi czerwienieją.
U ptaków z pierwszego lata na szyi są dwa szare pasy, a wewnętrzna strona skrzydeł jest biało obrzeżona, co przy złożonych skrzydłach układa się w kształt litery „W”.

### Wymiary
- długość ciała: 35–39 cm[2][6]
- rozpiętość skrzydeł: 84–92 cm

## Zasięg występowania
Występuje na Wyspach Pribyłowa, wyspach Bogoslof i Buldir w archipelagu Aleutów (stan Alaska, USA) oraz na Wyspach Komandorskich (Rosja). Mniejsze kolonie odkryto w latach 1990. i na początku XXI wieku na kilku innych wyspach Aleutów – Unalga, Koniuji, Amak i Chagulak. Zimą rozprasza się po północnym Pacyfiku. Czasami zalatuje do Japonii. Zasięg jej występowania to ok. 1,32 mln km².

## Ekologia

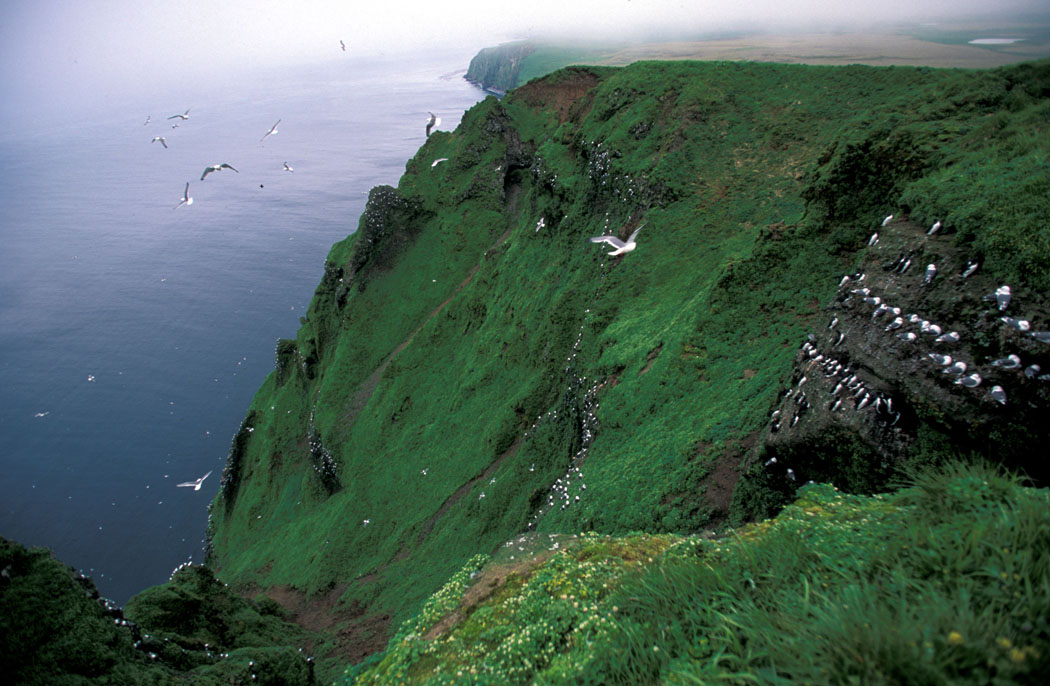
Kolonia lęgowa na Saint George Island

### Biotop
Występuje na otwartym morzu oraz na klifach.

### Pożywienie
Zjada małe ryby, małe kalmary i morskie bezkręgowce.

### Lęgi

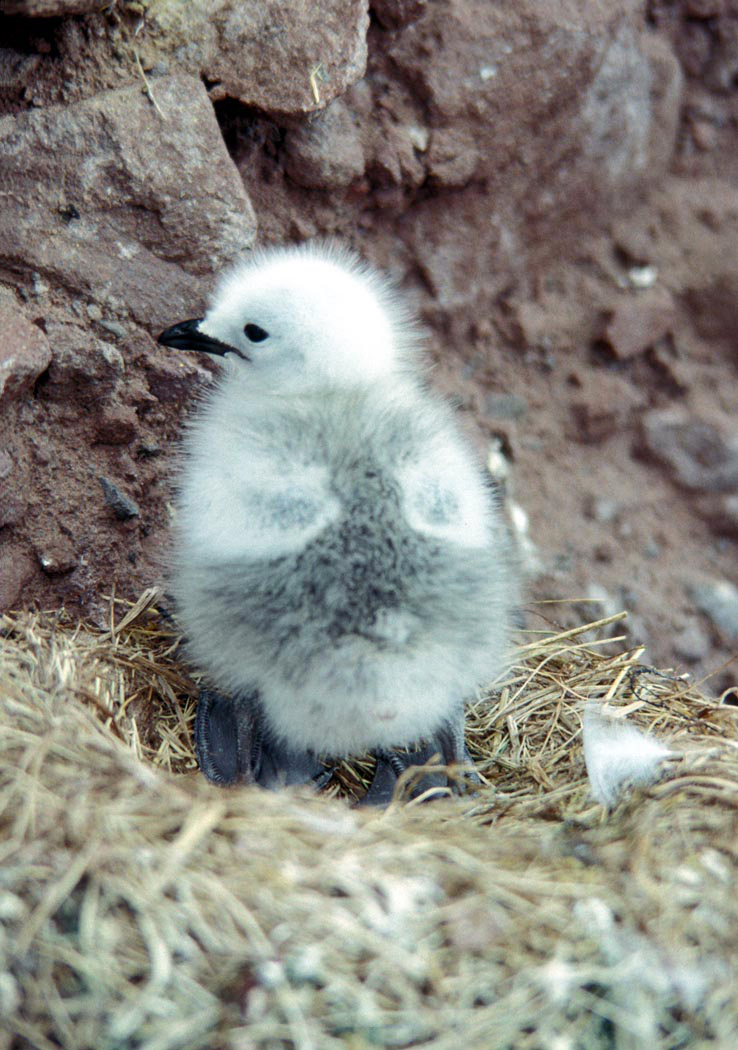
Pisklę mewy krótkodziobej

Mewy krótkodziobe gniazdują w koloniach na pionowych klifach. Przylatują tam w kwietniu i odlatują w okolicach września. Wyprowadzają pojedynczy lęg, w którym są zwykle 2 jaja. Są inkubowane przez 23 do 32 dni, a pisklęta opuszczają gniazdo 38–48 dni po wykluciu.

## Status
Mewa krótkodzioba jest ptakiem narażonym na wyginięcie. Nie była wymieniona w Czerwonej księdze gatunków zagrożonych IUCN z 1988 roku. W 1994 roku została zaklasyfikowana do gatunków narażonych na wyginięcie – VU (Vulnerable), bo od połowy lat 70. do połowy lat 90. XX wieku jej populacja zmniejszyła się o około 35%. Obecnie (2017) na wolności znajduje się ok. 280 tysięcy tych mew. Trend liczebności populacji nadal jest spadkowy.